# Callimodapsa nigrofusca
Callimodapsa nigrofusca is een keversoort uit de familie zwamkevers (Endomychidae). De wetenschappelijke naam van de soort werd in 1900 gepubliceerd door Henry Stephen Gorham.